# Головин, Автоном Михайлович
Автоно́м Миха́йлович Голови́н (в некоторых источниках — Автомон; 7 октября 1667 — 3 июля 1720) — русский военачальник, генерал от инфантерии, сподвижник Петра I.

## Биография
Сын Казанского воеводы и председателя Земского приказа боярина Михаила Петровича Головина.
В малолетство Петра I Автоном Михайлович находился при нём комнатным стольником (1686—1692), а впоследствии помогал ему в устройстве «потешных войск». В 1692 году Пётр I наградил его чином генерал-майора и должностью полковника 3-го Московского выборного полка (1-м считался Лефортовский полк, 2-м — Бутырский), из которого выросла русская гвардия — Преображенский и Семёновский полки.
Во главе своего полка (будущей гвардии) принял участие в Кожуховских манёврах (1694). В обоих Азовских походах командовал «генеральством» (дивизией), составленным из бывших «потешных», а также стрелецких полков, и принял деятельное участие в овладении крепостью (1696).
В 1699 году получил приказ сформировать восемь пехотных полков и один драгунский, которые в 1700 году составили, наряду с двумя гвардейскими, его «генеральство» (двумя другими «генеральствами» командовали А. А. Вейде и А. И. Репнин). В битве под Нарвой (1700) полки Головина не выдержали столкновения с испытанной шведской армией и обратились в бегство, сам он был взят в плен и отвезён в Стокгольм.
Пётр I несколько раз пытался его выменять, но шведский король Карл XII отказывал в этом, и лишь в конце 1718 года удалось обменять Головина на фельдмаршала графа К. Г. Реншильда.
По возвращении в Россию Головин 1 января 1719 года был награждён орденом св. Андрея Первозванного, но вскоре умер 3 июля 1720 года.